# Lecidea ramulosa
Lecidea ramulosa är en lavart som beskrevs av Theodor 'Thore' Magnus Fries. Lecidea ramulosa ingår i släktet Lecidea, och familjen Lecideaceae. Enligt den finländska rödlistan är arten nära hotad i Finland. Arten är reproducerande i Sverige. Artens livsmiljö är fjällhedar.